# 全国高等学校野球選手権大会 (宮城県勢)
全国高等学校野球選手権大会における宮城県勢の成績について記す。

## 大会結果
| 大会（開催年）        | 代表校                                         | 試合結果                                       | 試合結果                                       | 成績                                           |
| --------------------- | ---------------------------------------------- | ---------------------------------------------- | ---------------------------------------------- | ---------------------------------------------- |
| 第9回大会（1923年）   | 仙台一中（東北・初出場）                       | 2回戦                                          | ● 3 - 9 松江中                                 | 初戦敗退                                       |
| 第11回大会（1925年）  | 仙台二中（東北・初出場）                       | 1回戦                                          | ● 0 - 6 大連商                                 | 初戦敗退                                       |
| 第16回大会（1930年）  | 東北中（東北・初出場）                         | 2回戦                                          | ○ 3 - 2 水戸中                                 | ベスト8                                        |
| 第16回大会（1930年）  | 東北中（東北・初出場）                         | 準々決勝                                       | ● 0 - 15 平安中                                | ベスト8                                        |
| 第26回大会（1940年）  | 仙台一中（東北・17年ぶり2回目）                | 2回戦                                          | ● 0 - 7 千葉商                                 | 初戦敗退                                       |
| 第29回大会（1947年）  | 仙台二中（東北・22年ぶり2回目）                | 2回戦                                          | ○ 4 - 2 浪華商                                 | ベスト4                                        |
| 第29回大会（1947年）  | 仙台二中（東北・22年ぶり2回目）                | 準々決勝                                       | ○ 1 - 0 下関商（延長10回）                     | ベスト4                                        |
| 第29回大会（1947年）  | 仙台二中（東北・22年ぶり2回目）                | 準決勝                                         | ● 2 - 6 岐阜商                                 | ベスト4                                        |
| 第30回大会（1948年）  | 石巻（東北・初出場）                           | 1回戦                                          | ● 5 - 9 関西                                   | 初戦敗退                                       |
| 第31回大会（1949年）  | 東北（東北・19年ぶり2回目）                    | 1回戦                                          | ● 2 - 5 帯広                                   | 初戦敗退                                       |
| 第32回大会（1950年）  | 仙台一（東北・10年ぶり3回目）                  | 1回戦                                          | ● 3 - 14 神奈川商工                            | 初戦敗退                                       |
| 第35回大会（1953年）  | 白石（東北・初出場）                           | 1回戦                                          | ● 3 - 6 熊本                                   | 初戦敗退                                       |
| 第38回大会（1956年）  | 仙台二（東北・9年ぶり3回目）                   | 2回戦                                          | ○ 4 - 3 慶応                                   | ベスト8                                        |
| 第38回大会（1956年）  | 仙台二（東北・9年ぶり3回目）                   | 準々決勝                                       | ● 0 - 2 西条                                   | ベスト8                                        |
| 第40回大会（1958年）  | 東北（9年ぶり3回目）                           | 1回戦                                          | ○ 1 - 0 長崎南山                               | 2回戦                                          |
| 第40回大会（1958年）  | 東北（9年ぶり3回目）                           | 2回戦                                          | ● 0 - 7 敦賀                                   | 2回戦                                          |
| 第41回大会（1959年）  | 東北（東北・2年連続4回目）                     | 1回戦                                          | ○ 15 - 1 下館一                                | ベスト4                                        |
| 第41回大会（1959年）  | 東北（東北・2年連続4回目）                     | 2回戦                                          | ○ 2 - 0 倉敷工                                 | ベスト4                                        |
| 第41回大会（1959年）  | 東北（東北・2年連続4回目）                     | 準々決勝                                       | ○ 3 - 2 日大二                                 | ベスト4                                        |
| 第41回大会（1959年）  | 東北（東北・2年連続4回目）                     | 準決勝                                         | ● 1 - 2x 宇都宮工（延長10回）                  | ベスト4                                        |
| 第42回大会（1960年）  | 東北（東北・3年連続5回目）                     | 1回戦                                          | ● 0 - 1 青森                                   | 初戦敗退                                       |
| 第43回大会（1961年）  | 東北（東北・4年連続6回目）                     | 1回戦                                          | ○ 2 - 0 伊那北                                 | 2回戦                                          |
| 第43回大会（1961年）  | 東北（東北・4年連続6回目）                     | 2回戦                                          | ● 0 - 2 岐阜商                                 | 2回戦                                          |
| 第44回大会（1962年）  | 気仙沼（東北・初出場）                         | 1回戦                                          | ● 1 - 2 作新学院（延長11回）                   | 初戦敗退                                       |
| 第45回大会（1963年）  | 仙台育英（初出場）                             | 2回戦                                          | ● 4 - 9 今治西                                 | 初戦敗退                                       |
| 第46回大会（1964年）  | 仙台育英（東北・2年連続2回目）                 | 1回戦                                          | ● 0 - 1 滝川                                   | 初戦敗退                                       |
| 第49回大会（1967年）  | 仙台商（東北・初出場）                         | 1回戦                                          | ○ 3 - 0 鹿児島                                 | 2回戦                                          |
| 第49回大会（1967年）  | 仙台商（東北・初出場）                         | 2回戦                                          | ● 3 - 6 習志野                                 | 2回戦                                          |
| 第50回大会（1968年）  | 東北（7年ぶり7回目）                           | 1回戦                                          | ● 6 - 8 佐賀工                                 | 初戦敗退                                       |
| 第51回大会（1969年）  | 仙台商（東北・2年ぶり2回目）                   | 1回戦                                          | ○ 6 - 3 御所工                                 | ベスト8                                        |
| 第51回大会（1969年）  | 仙台商（東北・2年ぶり2回目）                   | 2回戦                                          | ○ 4 - 1 広陵                                   | ベスト8                                        |
| 第51回大会（1969年）  | 仙台商（東北・2年ぶり2回目）                   | 準々決勝                                       | ● 2 - 7 玉島商                                 | ベスト8                                        |
| 第54回大会（1972年）  | 東北（東北・4年ぶり8回目）                     | 2回戦                                          | ● 4 - 6 天理                                   | 初戦敗退                                       |
| 第55回大会（1973年）  | 仙台育英（9年ぶり3回目）                       | 2回戦                                          | ● 0 - 3 鳥取西                                 | 初戦敗退                                       |
| 第57回大会（1975年）  | 仙台育英（東北・2年ぶり4回目）                 | 1回戦                                          | ● 3 - 4 興国                                   | 初戦敗退                                       |
| 第58回大会（1976年）  | 東北（4年ぶり9回目）                           | 2回戦                                          | ○ 7 - 1 所沢商                                 | ベスト8                                        |
| 第58回大会（1976年）  | 東北（4年ぶり9回目）                           | 3回戦                                          | ○ 6 - 0 今治西                                 | ベスト8                                        |
| 第58回大会（1976年）  | 東北（4年ぶり9回目）                           | 準々決勝                                       | ● 2 - 4 長崎・海星                             | ベスト8                                        |
| 第59回大会（1977年）  | 仙台育英（2年ぶり5回目）                       | 1回戦                                          | ● 1 - 5 高知                                   | 初戦敗退                                       |
| 第60回大会（1978年）  | 仙台育英（2年連続6回目）                       | 1回戦                                          | ○ 1x - 0 高松商（延長17回）                    | 3回戦                                          |
| 第60回大会（1978年）  | 仙台育英（2年連続6回目）                       | 2回戦                                          | ○ 4 - 1 所沢商                                 | 3回戦                                          |
| 第60回大会（1978年）  | 仙台育英（2年連続6回目）                       | 3回戦                                          | ● 2 - 4 高知商                                 | 3回戦                                          |
| 第61回大会（1979年）  | 東北（3年ぶり10回目）                          | 1回戦                                          | ● 5 - 18 済々黌                                | 初戦敗退                                       |
| 第62回大会（1980年）  | 東北（2年連続11回目）                          | 1回戦                                          | ○ 4 - 0 瓊浦                                   | 3回戦                                          |
| 第62回大会（1980年）  | 東北（2年連続11回目）                          | 2回戦                                          | ○ 7 - 0 習志野                                 | 3回戦                                          |
| 第62回大会（1980年）  | 東北（2年連続11回目）                          | 3回戦                                          | ● 4 - 6 浜松商                                 | 3回戦                                          |
| 第63回大会（1981年）  | 仙台育英（3年ぶり7回目）                       | 1回戦                                          | ● 2 - 3 鹿児島実                               | 初戦敗退                                       |
| 第64回大会（1982年）  | 東北（2年ぶり12回目）                          | 1回戦                                          | ● 0 - 2 熊本工                                 | 初戦敗退                                       |
| 第65回大会（1983年）  | 仙台商（14年ぶり3回目）                        | 2回戦                                          | ○ 2 - 1 比叡山                                 | 3回戦                                          |
| 第65回大会（1983年）  | 仙台商（14年ぶり3回目）                        | 3回戦                                          | ● 0 - 3 宇部商                                 | 3回戦                                          |
| 第66回大会（1984年）  | 東北（2年ぶり13回目）                          | 1回戦                                          | ○ 8 - 2 柳井                                   | 3回戦                                          |
| 第66回大会（1984年）  | 東北（2年ぶり13回目）                          | 2回戦                                          | ○ 2 - 1 日大一                                 | 3回戦                                          |
| 第66回大会（1984年）  | 東北（2年ぶり13回目）                          | 3回戦                                          | ● 2 - 5 岡山南                                 | 3回戦                                          |
| 第67回大会（1985年）  | 東北（2年連続14回目）                          | 1回戦                                          | ○ 2 - 1 福井                                   | ベスト8                                        |
| 第67回大会（1985年）  | 東北（2年連続14回目）                          | 2回戦                                          | ○ 8 - 1 佐賀商                                 | ベスト8                                        |
| 第67回大会（1985年）  | 東北（2年連続14回目）                          | 3回戦                                          | ○ 4 - 1 東洋大姫路                             | ベスト8                                        |
| 第67回大会（1985年）  | 東北（2年連続14回目）                          | 準々決勝                                       | ● 5 - 6x 甲西                                  | ベスト8                                        |
| 第68回大会（1986年）  | 仙台育英（5年ぶり8回目）                       | 2回戦                                          | ● 3 - 4 佐伯鶴城                               | 初戦敗退                                       |
| 第69回大会（1987年）  | 東北（2年ぶり15回目）                          | 1回戦                                          | ○ 2 - 1 智弁和歌山                             | 2回戦                                          |
| 第69回大会（1987年）  | 東北（2年ぶり15回目）                          | 2回戦                                          | ● 0 - 3 帝京                                   | 2回戦                                          |
| 第70回大会（1988年）  | 東陵（初出場）                                 | 1回戦                                          | ● 2 - 3 福井商                                 | 初戦敗退                                       |
| 第71回大会（1989年）  | 仙台育英（3年ぶり9回目）                       | 1回戦                                          | ○ 7 - 4 鹿児島商工                             | 準優勝                                         |
| 第71回大会（1989年）  | 仙台育英（3年ぶり9回目）                       | 2回戦                                          | ○ 4 - 0 京都西                                 | 準優勝                                         |
| 第71回大会（1989年）  | 仙台育英（3年ぶり9回目）                       | 3回戦                                          | ○ 2 - 1 弘前工                                 | 準優勝                                         |
| 第71回大会（1989年）  | 仙台育英（3年ぶり9回目）                       | 準々決勝                                       | ○ 10 - 2 上宮                                  | 準優勝                                         |
| 第71回大会（1989年）  | 仙台育英（3年ぶり9回目）                       | 準決勝                                         | ○ 3 - 2 尽誠学園（延長10回）                   | 準優勝                                         |
| 第71回大会（1989年）  | 仙台育英（3年ぶり9回目）                       | 決勝                                           | ● 0 - 2 帝京（延長10回）                       | 準優勝                                         |
| 第72回大会（1990年）  | 仙台育英（2年連続10回目）                      | 1回戦                                          | ○ 4 - 2 藤蔭                                   | 3回戦                                          |
| 第72回大会（1990年）  | 仙台育英（2年連続10回目）                      | 2回戦                                          | ○ 9 - 1 浜松商                                 | 3回戦                                          |
| 第72回大会（1990年）  | 仙台育英（2年連続10回目）                      | 3回戦                                          | ● 0 - 6 天理                                   | 3回戦                                          |
| 第73回大会（1991年）  | 東北（4年ぶり16回目）                          | 1回戦                                          | ● 3 - 4x 西条農                                | 初戦敗退                                       |
| 第74回大会（1992年）  | 仙台育英（2年ぶり11回目）                      | 1回戦                                          | ● 1 - 4 広島工                                 | 初戦敗退                                       |
| 第75回大会（1993年）  | 東北（2年ぶり17回目）                          | 1回戦                                          | ● 1 - 2x 智弁和歌山（延長12回）                | 初戦敗退                                       |
| 第76回大会（1994年）  | 仙台育英（2年ぶり12回目）                      | 2回戦                                          | ○ 5x - 4 天理                                  | ベスト8                                        |
| 第76回大会（1994年）  | 仙台育英（2年ぶり12回目）                      | 3回戦                                          | ○ 6x - 5 北陽                                  | ベスト8                                        |
| 第76回大会（1994年）  | 仙台育英（2年ぶり12回目）                      | 準々決勝                                       | ● 5 - 6 柳ヶ浦                                 | ベスト8                                        |
| 第77回大会（1995年）  | 仙台育英（2年連続13回目）                      | 1回戦                                          | ● 7 - 8x 関西                                  | 初戦敗退                                       |
| 第78回大会（1996年）  | 仙台育英（3年連続14回目）                      | 1回戦                                          | ○ 16 - 1 神港学園                              | 3回戦                                          |
| 第78回大会（1996年）  | 仙台育英（3年連続14回目）                      | 2回戦                                          | ○ 6 - 2 天理                                   | 3回戦                                          |
| 第78回大会（1996年）  | 仙台育英（3年連続14回目）                      | 3回戦                                          | ● 6 - 7 三重・海星                             | 3回戦                                          |
| 第79回大会（1997年）  | 仙台育英（4年連続15回目）                      | 1回戦                                          | ○ 5x - 4 金沢                                  | 2回戦                                          |
| 第79回大会（1997年）  | 仙台育英（4年連続15回目）                      | 2回戦                                          | ● 3 - 4 市船橋                                 | 2回戦                                          |
| 第80回大会（1998年）  | 仙台（初出場）                                 | 1回戦                                          | ● 7 - 10 京都成章                              | 初戦敗退                                       |
| 第81回大会（1999年）  | 仙台育英（2年ぶり16回目）                      | 1回戦                                          | ○ 14 - 0 佐賀東                                | 2回戦                                          |
| 第81回大会（1999年）  | 仙台育英（2年ぶり16回目）                      | 2回戦                                          | ● 2 - 11 桐生第一                              | 2回戦                                          |
| 第82回大会（2000年）  | 仙台育英（2年連続17回目）                      | 1回戦                                          | ○ 7 - 1 米子商                                 | 2回戦                                          |
| 第82回大会（2000年）  | 仙台育英（2年連続17回目）                      | 2回戦                                          | ● 6 - 11 徳島商                                | 2回戦                                          |
| 第83回大会（2001年）  | 仙台育英（3年連続18回目）                      | 1回戦                                          | ● 1 - 7 宜野座                                 | 初戦敗退                                       |
| 第84回大会（2002年）  | 仙台西（初出場）                               | 1回戦                                          | ● 1 - 5 川之江                                 | 初戦敗退                                       |
| 第85回大会（2003年）  | 東北（10年ぶり18回目）                         | 1回戦                                          | ○ 11 - 6 筑陽学園                              | 準優勝                                         |
| 第85回大会（2003年）  | 東北（10年ぶり18回目）                         | 2回戦                                          | ○ 3 - 1 近江                                   | 準優勝                                         |
| 第85回大会（2003年）  | 東北（10年ぶり18回目）                         | 3回戦                                          | ○ 1x - 0 平安（延長11回）                      | 準優勝                                         |
| 第85回大会（2003年）  | 東北（10年ぶり18回目）                         | 準々決勝                                       | ○ 2 - 1 光星学院                               | 準優勝                                         |
| 第85回大会（2003年）  | 東北（10年ぶり18回目）                         | 準決勝                                         | ○ 6 - 1 江の川                                 | 準優勝                                         |
| 第85回大会（2003年）  | 東北（10年ぶり18回目）                         | 決勝                                           | ● 2 - 4 常総学院                               | 準優勝                                         |
| 第86回大会（2004年）  | 東北（2年連続19回目）                          | 1回戦                                          | ○ 13 - 0 北大津                                | 3回戦                                          |
| 第86回大会（2004年）  | 東北（2年連続19回目）                          | 2回戦                                          | ○ 4 - 0 遊学館                                 | 3回戦                                          |
| 第86回大会（2004年）  | 東北（2年連続19回目）                          | 3回戦                                          | ● 1 - 3 千葉経大付（延長10回）                 | 3回戦                                          |
| 第87回大会（2005年）  | 東北（3年連続20回目）                          | 1回戦                                          | ○ 7 - 2 別府青山                               | ベスト8                                        |
| 第87回大会（2005年）  | 東北（3年連続20回目）                          | 2回戦                                          | ○ 4 - 3 遊学館                                 | ベスト8                                        |
| 第87回大会（2005年）  | 東北（3年連続20回目）                          | 3回戦                                          | ○ 4 - 2 青森山田                               | ベスト8                                        |
| 第87回大会（2005年）  | 東北（3年連続20回目）                          | 準々決勝                                       | ● 4 - 6 大阪桐蔭                               | ベスト8                                        |
| 第88回大会（2006年）  | 仙台育英（5年ぶり19回目）                      | 1回戦                                          | ○ 5 - 1 徳島商                                 | 2回戦                                          |
| 第88回大会（2006年）  | 仙台育英（5年ぶり19回目）                      | 2回戦                                          | ● 3 - 6 日大山形                               | 2回戦                                          |
| 第89回大会（2007年）  | 仙台育英（2年連続20回目）                      | 1回戦                                          | ○ 4 - 2 智弁和歌山                             | 2回戦                                          |
| 第89回大会（2007年）  | 仙台育英（2年連続20回目）                      | 2回戦                                          | ● 2 - 5 智弁学園                               | 2回戦                                          |
| 第90回大会（2008年）  | 仙台育英（3年連続21回目）                      | 1回戦                                          | ○ 4 - 1 菰野                                   | 3回戦                                          |
| 第90回大会（2008年）  | 仙台育英（3年連続21回目）                      | 2回戦                                          | ○ 6 - 4 福井商                                 | 3回戦                                          |
| 第90回大会（2008年）  | 仙台育英（3年連続21回目）                      | 3回戦                                          | ● 2 - 3 横浜                                   | 3回戦                                          |
| 第91回大会（2009年）  | 東北（4年ぶり21回目）                          | 1回戦                                          | ○ 8 - 2 倉敷商                                 | 3回戦                                          |
| 第91回大会（2009年）  | 東北（4年ぶり21回目）                          | 2回戦                                          | ○ 3 - 2 日大三                                 | 3回戦                                          |
| 第91回大会（2009年）  | 東北（4年ぶり21回目）                          | 3回戦                                          | ● 1 - 4 花巻東                                 | 3回戦                                          |
| 第92回大会（2010年）  | 仙台育英（2年ぶり22回目）                      | 1回戦                                          | ○ 6 - 5 開星                                   | 3回戦                                          |
| 第92回大会（2010年）  | 仙台育英（2年ぶり22回目）                      | 2回戦                                          | ○ 10 - 7 延岡学園（延長12回）                  | 3回戦                                          |
| 第92回大会（2010年）  | 仙台育英（2年ぶり22回目）                      | 3回戦                                          | ● 1 - 4 興南                                   | 3回戦                                          |
| 第93回大会（2011年）  | 古川工（初出場）                               | 1回戦                                          | ● 4 - 9 唐津商                                 | 初戦敗退                                       |
| 第94回大会（2012年）  | 仙台育英（2年ぶり23回目）                      | 1回戦                                          | ○ 8 - 2 佐賀北                                 | 3回戦                                          |
| 第94回大会（2012年）  | 仙台育英（2年ぶり23回目）                      | 2回戦                                          | ○ 6 - 3 飯塚                                   | 3回戦                                          |
| 第94回大会（2012年）  | 仙台育英（2年ぶり23回目）                      | 3回戦                                          | ● 2 - 3 作新学院                               | 3回戦                                          |
| 第95回大会（2013年）  | 仙台育英（2年連続24回目）                      | 1回戦                                          | ○ 11x - 10 浦和学院                            | 2回戦                                          |
| 第95回大会（2013年）  | 仙台育英（2年連続24回目）                      | 2回戦                                          | ● 1 - 4 常総学院                               | 2回戦                                          |
| 第96回大会（2014年）  | 利府（初出場）                                 | 1回戦                                          | ○ 4 - 2 佐賀北                                 | 2回戦                                          |
| 第96回大会（2014年）  | 利府（初出場）                                 | 2回戦                                          | ● 0 - 10 健大高崎                              | 2回戦                                          |
| 第97回大会（2015年）  | 仙台育英（2年ぶり25回目）                      | 1回戦                                          | ○ 12 - 1 明豊                                  | 準優勝                                         |
| 第97回大会（2015年）  | 仙台育英（2年ぶり25回目）                      | 2回戦                                          | ○ 7 - 1 滝川二                                 | 準優勝                                         |
| 第97回大会（2015年）  | 仙台育英（2年ぶり25回目）                      | 3回戦                                          | ○ 4 - 3 花巻東                                 | 準優勝                                         |
| 第97回大会（2015年）  | 仙台育英（2年ぶり25回目）                      | 準々決勝                                       | ○ 6 - 3 秋田商                                 | 準優勝                                         |
| 第97回大会（2015年）  | 仙台育英（2年ぶり25回目）                      | 準決勝                                         | ○ 7 - 0 早稲田実                               | 準優勝                                         |
| 第97回大会（2015年）  | 仙台育英（2年ぶり25回目）                      | 決勝                                           | ● 6 - 10 東海大相模                            | 準優勝                                         |
| 第98回大会（2016年）  | 東北（7年ぶり22回目）                          | 1回戦                                          | ● 1 - 7 横浜                                   | 初戦敗退                                       |
| 第99回大会（2017年）  | 仙台育英（2年ぶり26回目）                      | 1回戦                                          | ○ 15 - 3 滝川西                                | ベスト8                                        |
| 第99回大会（2017年）  | 仙台育英（2年ぶり26回目）                      | 2回戦                                          | ○ 1 - 0 日本文理                               | ベスト8                                        |
| 第99回大会（2017年）  | 仙台育英（2年ぶり26回目）                      | 3回戦                                          | ○ 2x - 1 大阪桐蔭                              | ベスト8                                        |
| 第99回大会（2017年）  | 仙台育英（2年ぶり26回目）                      | 準々決勝                                       | ● 4 - 10 広陵                                  | ベスト8                                        |
| 第100回大会（2018年） | 仙台育英（2年連続27回目）                      | 2回戦                                          | ● 0 - 9 浦和学院                               | 初戦敗退                                       |
| 第101回大会（2019年） | 仙台育英（3年連続28回目）                      | 1回戦                                          | ○ 20 - 1 飯山                                  | ベスト8                                        |
| 第101回大会（2019年） | 仙台育英（3年連続28回目）                      | 2回戦                                          | ○ 8 - 5 鳴門                                   | ベスト8                                        |
| 第101回大会（2019年） | 仙台育英（3年連続28回目）                      | 3回戦                                          | ○ 4 - 3 敦賀気比                               | ベスト8                                        |
| 第101回大会（2019年） | 仙台育英（3年連続28回目）                      | 準々決勝                                       | ● 1 - 17 星稜                                  | ベスト8                                        |
| 第102回大会（2020年） | （新型コロナウイルス感染症流行による大会中止） | （新型コロナウイルス感染症流行による大会中止） | （新型コロナウイルス感染症流行による大会中止） | （新型コロナウイルス感染症流行による大会中止） |
| 第103回大会（2021年） | 東北学院（初出場）                             | 1回戦                                          | ○ 5 - 3 愛工大名電                             | 2回戦                                          |
| 第103回大会（2021年） | 東北学院（初出場）                             | 2回戦                                          | ● 松商学園（不戦敗）                           | 2回戦                                          |
| 第104回大会（2022年） | 仙台育英（3年ぶり29回目）                      | 2回戦                                          | ○ 10 - 0 鳥取商                                | 優勝                                           |
| 第104回大会（2022年） | 仙台育英（3年ぶり29回目）                      | 3回戦                                          | ○ 5 - 4 明秀日立                               | 優勝                                           |
| 第104回大会（2022年） | 仙台育英（3年ぶり29回目）                      | 準々決勝                                       | ○ 6 - 2 愛工大名電                             | 優勝                                           |
| 第104回大会（2022年） | 仙台育英（3年ぶり29回目）                      | 準決勝                                         | ○ 18 - 4 聖光学院                              | 優勝                                           |
| 第104回大会（2022年） | 仙台育英（3年ぶり29回目）                      | 決勝                                           | ○ 8 - 1 下関国際                               | 優勝                                           |
| 第105回大会（2023年） | 仙台育英（2年連続30回目）                      | 1回戦                                          | ○ 19 - 9 浦和学院                              | 準優勝                                         |
| 第105回大会（2023年） | 仙台育英（2年連続30回目）                      | 2回戦                                          | ○ 8 - 2 聖光学院                               | 準優勝                                         |
| 第105回大会（2023年） | 仙台育英（2年連続30回目）                      | 3回戦                                          | ○ 4 - 3 履正社                                 | 準優勝                                         |
| 第105回大会（2023年） | 仙台育英（2年連続30回目）                      | 準々決勝                                       | ○ 9 - 4 花巻東                                 | 準優勝                                         |
| 第105回大会（2023年） | 仙台育英（2年連続30回目）                      | 準決勝                                         | ○ 6 - 2 神村学園                               | 準優勝                                         |
| 第105回大会（2023年） | 仙台育英（2年連続30回目）                      | 決勝                                           | ● 2 - 8 慶応                                   | 準優勝                                         |
| 第106回大会（2024年） | 聖和学園（初出場）                             | 2回戦                                          | ● 0 - 5 石橋                                   | 初戦敗退                                       |
| 第107回大会（2025年） | 仙台育英（2年ぶり31回目）                      | 1回戦                                          | ○ 5 - 0 鳥取城北                               | 3回戦                                          |
| 第107回大会（2025年） | 仙台育英（2年ぶり31回目）                      | 2回戦                                          | ○ 6 - 2 開星                                   | 3回戦                                          |
| 第107回大会（2025年） | 仙台育英（2年ぶり31回目）                      | 3回戦                                          | ● 3 - 5 沖縄尚学（延長11回TB)                  | 3回戦                                          |

## 通算成績
| 出場 | 試合 | 勝利 | 敗戦 | 引分 | 勝率 | 優勝 | 準優勝 | ベスト4 | ベスト8 |
| ---- | ---- | ---- | ---- | ---- | ---- | ---- | ------ | ------- | ------- |
| 72   | 156  | 85   | 71   | 0    | .545 | 1    | 4      | 2       | 9       |

## 学校別成績
| 校名     | 出場 | 勝敗     | 直近出場 | 最高成績 | 前身校   |
| -------- | ---- | -------- | -------- | -------- | -------- |
| 仙台育英 | 31回 | 48勝30敗 | 2025年   | 優勝1回  |          |
| 東北     | 22回 | 28勝22敗 | 2016年   | 準優勝   | 東北中   |
| 仙台商   | 3回  | 4勝3敗   | 1983年   | ベスト8  |          |
| 仙台二   | 3回  | 3勝3敗   | 1956年   | ベスト4  | 仙台二中 |
| 仙台一   | 3回  | 0勝3敗   | 1950年   | 初戦敗退 | 仙台一中 |
| 利府     | 1回  | 1勝1敗   | 2014年   | 2回戦    |          |
| 東北学院 | 1回  | 1勝1敗   | 2021年   | 2回戦    |          |
| 石巻     | 1回  | 0勝1敗   | 1948年   | 初戦敗退 |          |
| 白石     | 1回  | 0勝1敗   | 1953年   | 初戦敗退 |          |
| 気仙沼   | 1回  | 0勝1敗   | 1962年   | 初戦敗退 |          |
| 東陵     | 1回  | 0勝1敗   | 1988年   | 初戦敗退 |          |
| 仙台     | 1回  | 0勝1敗   | 1998年   | 初戦敗退 |          |
| 仙台西   | 1回  | 0勝1敗   | 2002年   | 初戦敗退 |          |
| 古川工   | 1回  | 0勝1敗   | 2011年   | 初戦敗退 |          |
| 聖和学園 | 1回  | 0勝1敗   | 2024年   | 初戦敗退 |          |